# Bravo Two Zero
Bravo Two Zero (kratica B20) je bilo signalno ime 8-članske patrulje britanskega SAS med zalivsko vojno.
Ta mala enota je postala znana predvsem po zaslugi več knjig in filmov, ki so opisovali pot patrulje od odkritja do zajetja; od osmih članov patrulje je le eden uspel pobegniti, 3 so umrli in 4 so bili ujeti.

## Zgodovina
Patrulja je dobila nalogo, da bo bila za 10 dni poslana globoko v iraško zaledje s primarno nalogo poiskati izstrelitvena mesta mobilnih lanserjev taktičnih balističnih izstrelkov Scud, s katerimi je Irak obstreljeval Izrael in Saudovo Arabijo. Drugotni cilj patrulje je bil poiskati optični kabel, ki je potekal preko puščave in ga uničiti.
V noči 22. januarja 1991 so bili s helikopterjem Chinook odpeljani v iraško puščavo. Po pristanku so ugotovili, da jih je helikopter odložil okoli kilometer od glavne oskrbovalne ceste. Tako so morali sprva prehoditi razdaljo do ceste, kjer pa so ugotovili, da je na tem mestu skalnata podlaga in da tu ne morejo izkopati zaklone, kot je bilo načrtovano. Zaradi tega so morali najti novo zaklonišče in tako so odkrili manjši vadi, kjer so se skrivali preostanek noči in prvi dan. Kljub temu, da je vsak pripadnik imel pri sebi več kot 100 kg opreme, niso bili pripravljeni na nočne razmere, saj je bilo tisto obdobje najbolj mrzlo podnebje v zadnjih 30 letih. Prvi dan so ugotovili, da njihov radio ne dela, saj so imeli vstavljeno napačno radijsko frekvenco. Drugo noč je manjši del patrulje zapustil vadi in odšel poiskati optični kabel. Med iskanjem so odkrili tudi iraško zračnoobrambno baterijo. Skoraj že ob zori so odkrili kabel, a so se morali vrniti v skrivališče. Zjutraj so odkrili, da se je ponoči ista zračnoobrambna baterija prestavila okoli 400 m od njih. Toda kmalu zatem jih je odkril iraški otrok, ki je bil pastir črede koz. Patrulja je zato pustila večino neuporabne oprema za seboj in hitro zapustila območje po vadiju.
Ko so tako hodili, jih je v vadiju presenetila iraški vod. Po kratkem, a silovitem boju, v katerem je uničila vod, je patrulja zapustila območje, s seboj pa so vzeli le orožje, strelivo in vodo. Do noči so prehodili še dodatnih 10 km, medtem ko so jih zasledovale nove iraške vojaške enote; s tem so zamenjali prvotni načrt pobega v Saudovo Arabijo, ampak so sklenili pobegniti v Sirijo. Ponoči je postalo jasno, da sta se dva člana patrulje (Vincent Phillips in Mal McGown) poškodovala med predhodnim streljanjem. Ponoči pa se je temperatura izjemno močno spustila in po pokrajini so divjali peščeni viharji. Vse bolj so bili opazni simptomi podhladitve. Posledično se je patrulja med potjo razbila na dve skupini (prva skupina: McNab, Consiglio, Lane, Coburn, Dinger; druga skupina: Ryan, Phillips, McGown). 
Druga skupina je imela dva poškodovana (Phillips, McGown), le dvoje orožij (M16+M203 in LAW) in bila brez GPS. Skoraj ob jutru so naleteli na jarek, kjer so nato zaspali. Podnevi viharji niso popustili. Kmalu, ko se je znočilo, so nadaljevali pot. Ponoči se je Phillipsovo stanje poslabšalo. Nekje ponoči je izginil. Druga dva sta ga nekaj časa iskala, nato pa nadaljevala pot. Zatem sta naletala na starejšega iraškega pastirja. McGown je zapustil skrivališče, v upanju, da ju bo pastir odpeljal do vozila, s katerim bi lažje napredovala. Ryan se ni strinjal z njim in tako sta se ločila. Ko je Ryan hotel pred zoro zapustiti dogovorjeni kraj srečanja, je zagledal vozilo. Sprva je mislil, da je tovarišu uspelo priskrbeti vozilo, toda kmalu je pripeljal še en tovornjak. Chris je napadel obe vozili, ju uničil in nato pobegnil stran. Po sedmih nočeh hoje je prišel v Sirijo.
Prva skupina je ponoči našla zavetje ob grobni gomili. Zjutraj so ugotovili, da so manj kot 1 km oddaljeni od ceste. Sklenili so, da bodo ponoči šli do ceste, zaustavili vozilo in se z njim odpeljali do meje. Po večurnem čakanju so ustavili taksi (stari britanski Austin FX4), prisilili potnike, da so zapustili avtomobil in se odpeljali proti meji. 11 km pred mejo so naleteli na cestno blokado, kjer so iraški vojaki pregledovali vozila. Ker so SAS-ovci nosili beduinske naglavne rute in umazane uniforme, so upali, da jih ne bodo prepoznali. Toda ko se je en vojak približal k vozilu, so ga ustrelili in nato zbežali iz vozila proti meji. Tako so prišli do reke Evfrat; ker so bili izčrpani, so začeli iskati najožji odsek reke, toda kmalu so naleteli na Iračane. Lane in Digger sta bila brez streliva, tako da sklenila preplavati reko, medtem ko so preostali trije sprejeli boj. Consiglio je bil med bojem ubit. Druga dva sta se pričela pomikati proti drevju, ko je bil Coburn zadet. McNab je izpraznil svoj nabojnik in nato pričel teči proti meji. Medtem sta Digger in Lane našla star hlev, kjer sta se skrila. Lane je bil zaradi podhladitve skoraj nezavesten, tako da se je Digger odločil, da bo poskusil pobegniti in hkrati pritegniti pozornost Iračanov, ki so se približevali hlevu. Toda kmalu so ga zajeli in Lane je umrl ponoči zaradi podhladitve. McNab je tako bil edini preostali član svoje skupine. Ob zori se je skril v odtočno cev, kjer so ga podnevi odkrili. Bil je 3 km od Sirije.
Odpeljan je bil v zapor Abu Grajb, kjer so imeli še dva druga pripadnika njegove patrulje, Digger in McGown. Podvrženi so bili večdnevnem mučenju. 26. februarja je bilo podpisano premirje in deset dni pozneje so bili trije SAS-ovci izpuščeni iz Abu Grajba in premeščeni v postajo Rdečega križa v Bagdad, kjer so odkrili Coburna, ki med bojem ni umrl, ampak je bil ranjen.
Med 22. in 27. januarjem (dan, ko je bila skoraj vsa enota onemogočena) so pripadniki enote ubili več kot 250 iraških vojakov in uničili več vozil. Ryan, ki je edini uspel pobegniti iz Iraka, je prehodil več kot 300 km v sedmih nočeh.

## Pripadniki
- Andy McNab (psevdonim) (poveljnik patrulje; zajet, pozneje spuščen; avtor Bravo Two Zero)
- Chris Ryan (psevdonim) (bolničar; edini pobegnil; avtor The One That Got Away)
- Bob Consiglio (pravo ime; 24 let, padel v boju)
- Steve Lane, vzdevek 'Legs' (komunikacijski tehnik; pravo ime; umrl zaradi podhladitve)
- Vincent Phillips (pravo ime; umrl zaradi podhladitve)
- Mal McGown 'Stan' (bombni tehnik; pravo ime; zajet, pozneje spuščen)
- Mike Coburn, vzdevek 'Mark the kiwi' (pravo ime; zajet, pozneje spuščen)
- vzdevek Dinger (zajet, pozneje spuščen)

## Bravo Two Zero v popularni kulturi
Literatura
- Andy McNab je napisal knjigo Bravo Two Zero (ISBN 0440218802).
- Chris Ryan je napisal The One That Got Away (ISBN 0099460157).
- Obe zgornji knjigi je kritiziral SAS veteran Michael Asher v knjigi The Real Bravo Two Zero (ISBN 0304365548).
- Mike Coburn je leta 2004 napisal Soldier Five (ISBN 184018907X).

Filmi
Po dogodkih patrulje so posneli dva igrana filma:
- The One That Got Away (1996)
- Bravo Two Zero (1998)